# Chris Taylor (speldesigner)
Chris Taylor är en nordamerikansk speldesigner från Kanada (född i British Columbia) som är känd för bland andra spelen Total Annihilation, Dungeon Siege samt spelet Supreme Commander.

## Ludografi
- (1989) Hardball II (utvecklad av Distinctive Software, utgivet av Accolade)
- (1997) Total Annihilation (utvecklad av Cavedog Entertainment, utgivet av GT Interactive)
- (1998) Total Annihilation: The Core Contingency (utvecklad av Cavedog Entertainment, utgivet av GT Interactive)
- (2002) Dungeon Siege (utvecklat av Gas Powered Games, utgivet av Microsoft Game Studios)
- (2007) Supreme Commander (utvecklat av Gas Powered Games, utgivet av THQ)